# Nikołaj Krasnow
Nikołaj Fiodorowicz Krasnow (ros. Николай Фёдорович Краснов, ur. 26 listopada?/9 grudnia 1914 we wsi Kniażyczi w obwodzie włodzimierskim, zm. 29 stycznia 1945 pod Budapesztem) – radziecki lotnik wojskowy, Bohater Związku Radzieckiego (1944).

## Życiorys
Skończył szkołę średnią, 1929–1930 był sekretarzem odpowiedzialnym rejonowej rady kultury fizycznej, w 1930 wstąpił ochotniczo do Armii Czerwonej, w 1934 ukończył wojskową lotniczą szkołę pilotów w Tambowie. W 1936 został lotnikiem doświadczalnym fabryki samolotów w Berdiańsku, od 1938 pracował w Permie, od lipca 1941 walczył w wojnie z Niemcami jako lotnik 402 pułku lotnictwa myśliwskiego specjalnego przeznaczenia na Froncie Północno-Zachodnim. 6 października 1941 został ciężko ranny w walce powietrznej, po wyleczeniu został nawigatorem pułku lotnictwa myśliwskiego w 206 Dywizji Lotnictwa Myśliwskiego 2 Armii Powietrznej Frontu Briańskiego, 31 maja 1942 został trafiony i zmuszony do lądowania na terytorium wroga, jednak później wrócił do swoich. Walczył pod Kurskiem, Biełgorodem i Kramatorskiem, od jesieni 1943 w składzie 17 Armii Powietrznej 3 Frontu Ukraińskiego jako dowódca eskadry 116 pułku lotnictwa myśliwskiego 295 Dywizji Lotnictwa Myśliwskiego 9 Mieszanego Korpusu Lotniczego w stopniu majora, do początku 1944 wykonał 279 lotów bojowych i stoczył 85 walk powietrznych, w których strącił osobiście 31 samolotów wroga. Zginął pod Budapesztem. Został pochowany w Odessie. Jego imieniem nazwano ulice w Kijowie, Odessie, Permie i Gorochowcu.

## Odznaczenia
- Złota Gwiazda Bohatera Związku Radzieckiego (4 lutego 1944[1])
- Order Lenina
- Order Czerwonego Sztandaru (dwukrotnie)
- Order Aleksandra Newskiego
- Order Wojny Ojczyźnianej I klasy (dwukrotnie)
- i medale